# Seznam srbskih kiparjev
Seznam srbskih kiparjev.

## A
- (Kosta Angeli Radovani)
- Dragomir Arambašić
- Svetomir Arsić-Basara

## B
- Mrđan Bajić
- Ahmed Bešić
- Ana Bešlić (1912-2008)
- Stevan Bodnarov
- Marko Borozan (Črnogorec)
- Marko Brežanin (Črnogorec po rodu)

## C
- Đorđije Crnčević

## D
- Ljubomir Denković
- (Lojze Dolinar)

## Č
- Marko Čelebonović

## F
- Stevan Filipović

## G
- Nandor Glid
- Ante Gržetić

## H
- Nedim Hadži Ahmetović

## I
- Zoran Ivanović

## J
- Olga Jančić
- Nikola Janković
- Olga Jevrić
- Vida Jocić
- Zdravko Joksimović
- Dušan-Đukin Jovanović
- Đorđe Jovanović (kipar)
- Mira Jurišić

## K
- Momir Korunović (1883-1969) (tudi arhitekt)
- Jovan Kratohvil (1924-98)
- Momčilo Krković
- Zoran Kuzmanović

## L
- Vladimir Labat
- Oto Logo
- Milan Lukić
- Živojin Lukić

## M
- Mladen Marinkov
- Ante Marinović (hrv.-srb.)
- Mira Marković-Sandić
- Mihailo Milovanović
- Lidija Mišić
- Nebojša Mitrić (mdr. Jakob Aljaž v Dovjem)

## N
- Koloman Novak (slovensko/prekmursko-srbski: kinetični objekti)

## P
- Petar Palavičini
- Vladimir Pavlović Zagorodnjuk
- Vladeta Petričić
- Vladeta Petrić
- Dimitrije Petrović
- Zoran Petrović
- Miša Popović

## R
- Jovan Radenković
- Slavoljub Radojčić
- Pavle Radovanović
- Balša Rajčević
- Miriam Repič-Lekić (slov.-srbska)
- Simeon Roksandić
- Toma Rosandić

## S
- Lidija Salvaro
- Mira Sandić
- Jovan Soldatović
- Radeta Stanković
- Rista Stijović (Risto Stijović - črnogor. rodu)
- Sreten Stojanović
- Vojin Stojić

## Š
- Branko Šotra?

## T
- Bogoljub Teofanović
- Mihailo Tomić

## U
- Petar Ubavkić

## V
- Vuka Velimirović
- Milan Vergović
- Roman Verhovski ?
- Matija Vuković

## Z
- Aleksandar Zarin

## Ž
- Bogosav Živković
- Miodrag Živković